# Papiro 111
O Papiro 111 ({\displaystyle {\mathfrak {P}}}111) é um antigo papiro do Novo Testamento que contém fragmentos do capítulo dezassete do Evangelho de Lucas (17:11-13; 17:22-23).